# Jesse Niemi
Jesse Jaakko J. Niemi (Tampere, 31 marzo 1990) è un cestista finlandese.

## Palmarès
- Campionato finlandese: 4

Tampereen Pyrintö: 2009-10, 2010-11
Joensuun Kataja: 2014-15, 2016-17
- Coppa di Finlandia: 1

Tampereen Pyrintö: 2013